# Strube Stiftung
Die Strube Stiftung gGmbH wurde 2017 von Karin und Jürgen Strube gegründet, um Projekte im Bereich Gesundheit, Völkerverständigung, Bildung und Kultur sowie Forschungsprojekte zu fördern.

## Geschichte
Die Stiftung wurde 2017 vom Unternehmer Jürgen Strube und seiner Tochter Karin Strube gegründet. Karin Strube erkrankte als junge Frau an einer seltenen Krebsart. Ihre Mutter Brigitte Strube erkrankte später ebenfalls und verstarb im März 2017, woraufhin die Strube Stiftung und die Brigitte Strube Stiftung gegründet wurden. Die Strube Stiftung verpflichtete sich daher Projekten und Hilfs- und Aufklärungsangeboten, welche die Lebenserfahrungen der Familie widerspiegeln. Dazu gehören Gesundheitsratgeber, wie etwa die Plattform Leukämie Lotse. Zudem fördert die Stiftung Projekte in den Bereichen Sterbebegleitung und Tanz. Weiterhin werden wirtschaftspolitische Forschungsprojekte am Leibniz-Zentrum für Europäische Wirtschaftsforschung (ZEW) unterstützt.

## Organisation
Die Strube Stiftung gGmbH wird von Karin und Jens Strube geleitet. Zu der Stiftung gehört zudem die Brigitte Strube Stiftung, welche von der Strube Stiftung treuhänderisch geführt wird. Die Brigitte Strube Stiftung fördert Projekte zu den Bereichen Krankheit begegnen und Europa leben, während die Strube Stiftung Projekte in den Bereichen Sterbebegleitung und Tanz gestalten verfolgt.

## Aktivitäten

### Krankheit begegnen
Im Bereich Krankheit begegnen betreibt und unterstützt die Stiftung vornehmlich Hilfs- und Aufklärungsangebote zum Thema Krebs. Dazu gehören die Plattformen Tumor Lotse und Leukämie Lotse, welche über Krebserkrankungen, Therapiemaßnahmen und rechtliche Aspekte informiert sowie Tipps und Erfahrungsberichte für Angehörige und Betroffene bereitstellt. Im Rahmen dieser Plattformen erarbeitet und veröffentlicht die Stiftung Erklärvideos in deutscher und türkischer Sprache. Weitere Ziele der Stiftung sind die Förderung der Kommunikation in der Krebsberatung sowie die Unterstützung von Studien zu seltenen Erkrankungen. Hier fördert die Stiftung seit März 2020 ein Projekt zu Kommunikationsbarrieren in der Krebsberatung, welches unter anderem Versorgungslücken und mangelnde Nutzung von Beratungsangeboten untersucht. Ein weiteres von der Strube Stiftung unterstütztes Forschungsprojekt befasst sich mit der beziehungsorientierten Begleitung junger Patienten. Dieses Projekt untersucht die Wirkung des Projekts Diagnose Krebs – Mitten im Leben, welches seit 2011 am Robert-Bosch-Krankenhaus durchgeführt wird.

### Europa leben
Das Engagement für Projekte rund um Europa und Völkerverständigung basiert auf den Erfahrungen der Stifter während ihrer Auslandsaufenthalte und der nach eigenen Angaben daraus resultierenden Sympathie für die europäische Lebensart. Diese Förderungen laufen unter dem Namen Europa leben. Unter anderem unterstützt die Stiftung wirtschaftspolitische Forschungsprojekte, wie die Analyse der Staatsverschuldung in Europa, sowohl bei öffentlichen Unternehmen als auch bei der Geldpolitik der Europäischen Zentralbank. Bei der wirtschaftlichen Forschung und den daraus resultierenden Studien kooperiert die Stiftung mit Forschern des Leibniz-Zentrums für Europäische Wirtschaftsforschung in Mannheim.
Weiterhin setzt sich die Stiftung dafür ein, an Schulen das Wissen über Europa und seine Institutionen zu fördern und zu verbessern. Hierfür wurde eine Kooperation mit der Integrierten Gesamtschule Mannheim-Herzogenried (IGMH) eingegangen, da die IGMH eine Botschafterschule des Europäischen Parlaments ist.

### Tanz gestalten
Die Stiftung fördert im Bereich Tanz gestalten Choreografen durch Entwicklung und Förderung von Lehrgängen und Workshops. Dieses Projekt begann 2019 mit Emrecan Tanis und in den folgenden Jahren wurden zudem Nadav Zelner und Sofia Nappi durch die Stiftung gefördert. Hierbei arbeitet die Strube Stiftung mit dem Staatsballett Hannover zusammen; Zelners Stück Toda wurde die erste Live-Aufführung des Balletts nach der COVID-19-Pandemie.

### Sterbebegleitung
Im Rahmen der Sterbebegleitung unterstützt die Stiftung Therapieangebote und Weiterbildungsmaßnahmen des Erwachsenenhospizes Stuttgart. Darüber hinaus trägt sie zur Verbesserung der Ausstattung des Hospizes bei.